# Реде
Реде (нем. Rhede) — город в Германии, в земле Северный Рейн-Вестфалия.
Подчинён административному округу Мюнстер. Входит в состав района Боркен.  Население составляет 19 388 человек (на 31 декабря 2010 года). Занимает площадь 78,65 км². Официальный код  —  05 5 54 048.
Город подразделяется на 5 городских районов.

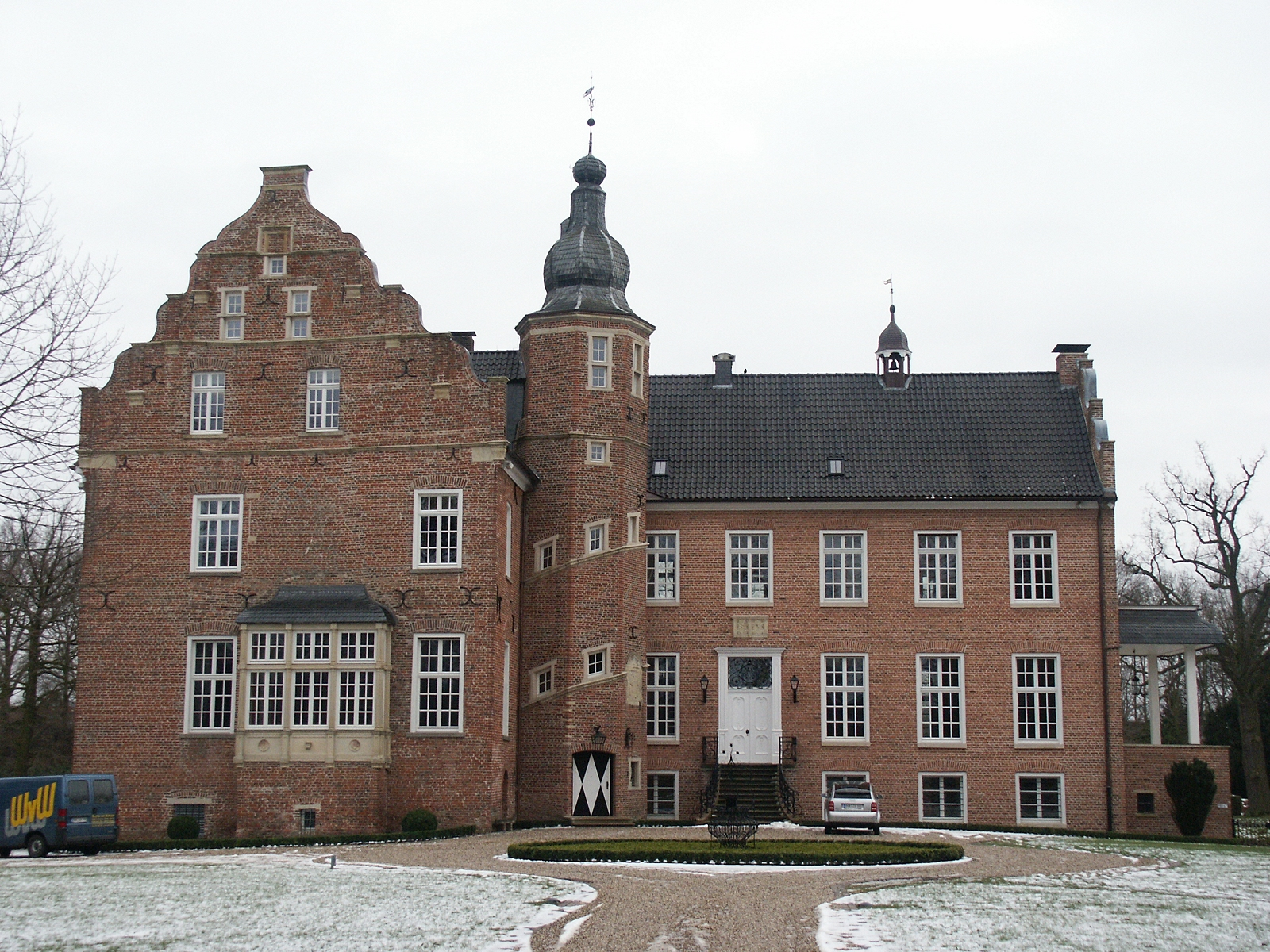
Реде